# تجمد
مصطلح فيزيائي، التجمد أو التصلب هي عملية التي يتحول فيها سائل إلى صلب حين تصل درجة حرارته إلى درجة التجمد. كما تعتبر عملية الذوبان العملية المضادة (تقريباً) لعملية التجمد، بمعنى أنها عملية تحول الصلب إلى سائل.
تحصل هذه العملية عند خفض درجة حرارة السائل إلى أن يصل إلى درجة تجمده، باستثناء وحيد وهو حالة الهيدروجين السائل، الذي يتصلب بفعل الضغط لا الحرارة.
كما أن درجة تجمد معظم المواد هي نفسها درجة الذوبان. مثلاً، يتصلب النحاس عندما تقل درجة حرارته عن 1084,62 °C (درجة تجمده/تصلبه)، كما يذوب عند نفس درجة الحرارة، وهذه الخاصية تتحقق مع معظم المواد، ولكن في حالة الأغار مثلاً، تختلف درجة تجمده (85 °C) عن درجة ذوبانه (32 إلى 40 °C)، وتُعرف هذه الخاصية بالتلاكؤ.

## اقرأ أيضا
- تصلد
- حالة المادة
- الحالة السائلة
- الحالة الصلبة
- التبلور